# Dinara Kasko
Dinara Kasko (Ucrania, 1988) es una repostera ucraniana conocida por su pastelería en 3D.

## Biografía
Se graduó en Arquitectura por la Universidad de Járkov. Trabajó durante tres años como diseñadora en Holanda, pero poco a poco fue descubriendo que su verdadera pasión era la pastelería. Dinara se centró en el diseño de pasteles como una posible profesión, para dedicarse a hacer moldes de pastelería en 3D que le permitieran diseñar una repostería creativa con formas innovadoras. Esta actividad se tradujo para ella en una exploración artística, aplicando la biomímesis y haciendo uso de principios matemáticos complejos. Es así como su pasado arquitectónico le sirvió de base y guía para inspirarla en su arte culinario.
Los pasteles con figuras geométricas muestran la gran importancia que Kasko da a los tonos vivos y brillantes en contraste con texturas mates y porosas.  En sus diseños, busca un equilibrio que interactúe entre la forma, el volumen, la composición, la proporción, el color y a la textura.  Estas originales creaciones las realiza Kasko con un grupo de personas colaboradoras, especialistas en distintas disciplinas, tales como matemáticas, ciencias o bellas artes. Aunque la mayoría de sus pasteles cuentan con una base clásica de bizcocho y relleno de fruta o chocolate, éste es todo un proceso que ha revolucionado la cocina más dulce.
Cada pastel de esta maestra contemporánea en repostería, se modela primero en un ordenador con una aplicación informática de diseño en 3D, posteriormente se imprime en silicona con la ayuda de una impresora 3D y, finalmente, este molde se llena con ingredientes comestibles.  Sus pasteles en 3D le dan otro sentido al postre, y pueden realizarse en una cocina casera, porque Kasko se ha centrado en la divulgación de su trabajo, para que esté al alcance de cualquier persona.
Dinara Kasko y sus pasteles empezaron a ser famosos a raíz de que su pastel llamado “The Bubble”, decorara la portada de la revista más influyente de alta repostería Sogood.  En esta revista explica que “el pastel parece muy minimalista, pero dentro tiene ricos sabores y colores muy interesantes”.
En 2025, se está centrando en creaciones inspiradas en la tecnología, fusión culinaria, porciones perfectas y toques picantes.